# Hydaticus galla
Hydaticus galla is een keversoort uit de familie waterroofkevers (Dytiscidae). De wetenschappelijke naam van de soort is voor het eerst geldig gepubliceerd in 1849 door Guérin-Méneville.